# Тихонов, Александр Иванович (учёный)
Александр Иванович Тихонов (укр. Олександр Іванович Тихонов; 11 сентября 1938, Харьков — 25 февраля 2019, там же) — советский и украинский учёный-фармацевт, специалист по продуктам пчеловодства. Доктор фармацевтических наук, профессор (1986), заслуженный профессор Национального фармацевтического университета Украины (2005). Заслуженный деятель науки и техники УССР (1990). Лауреат Государственной премии Украины в области науки и техники (2013). Президент Всеукраинской ассоциации апитерапевтов (укр. Всеукраїнська асоціація апітерапевтів), член общественной организации Украинской академии наук (УАН). Полный кавалер ордена «За заслуги».

## Биография
Перед поступлением в вуз в 1955—1956 гг. год отработал контролёром на заводе «Южкабель».
Окончил как провизор Харьковский фармацевтический институт, где учился в 1956—1961 годах. Был распределён работать заведующим аптекой. Затем ассистент кафедры технологии лекарств Запорожского фармацевтического института, а с 1978 г. и. о. её доцента. В 1969 г. в Москве защитил кандидатскую диссертацию на степень фармацевтических наук. С 1982 г. доцент кафедры аптечной технологии лекарств альма-матер, с 1984 года её профессор, а в 1985—2012 годах заведующий; одновременно в 1985—1990 гг. заместитель декана, а в 1991—2002 годах проректор Национального фармацевтического университета (до 2002 г. — академия, до 1992 г. — институт). В 1983 г. защитил докторскую диссертацию «Разработка технологии и исследование лекарственных форм с фенольными соединениями прополиса». В 2011—2012 гг. профессор кафедры аптечной технологии лекарств, с 2013 г. профессор кафедры косметологии и аромологии Национального фармацевтического университета, член его учёного совета и спец. ученого диссовета.
Входит в состав Центральной аттестационной комиссии при МЗ Украины по аттестации провизоров и фармацевтов.
Президент Всеукраинской ассоциации апитерапевтов. Вице-президент Союза пасечников Украины. Академик всеукраинской общественной организации Украинская академия наук (2006), а также Академии наук технологической кибернетики Украины (1993). Член Союза композиторов Украины.
Член редколлегий журналов «Клінічна фармація», «Фармацевтичний журнал», «Український біофармцевтичний журнал», «Клиническая информатика и телемедицина», «Фармацевтичний часопис», «Вісник Київського національного університету технологій та дизайну, Bulletin of the Kyiv National University of Technologies and Design», «Збірник наукових праць співробітників НМАПО імені П. Л. Шупика».
Входит в редсовет журнала «Научный взгляд в будущее».
Основатель журнала «Пчела, здоровье, апитерапия».
Подготовил 13 докторов наук и 77 кандидатов наук.
Канд. дисс. «Выделение и химическое исследование флавоноидов растений семейства рясковых флоры СССР» (1968, Москва). Докт. дисс. «Разработка технологи и исследование некоторых лекарственных форм с фенольными соединениями прополиса» (1983, Харьков).
Соавтор более 2 тыс. работ, в том числе 720 научных статей, 17 монографий, 52 учебников и учебных пособий, 120 методических рекомендаций, 36 авторских свидетельств, 95 патентов.
В сентябре 2018 г. в музее истории Национального фармацевтического университета открывалась выставка к 80-летнему юбилею профессора А. И. Тихонова.

## Награды
Награждён орденами «За заслуги» 1-й, 2-й и 3-й степени (соотв. 2018, 1998 и 1996).
Лауреат Государственной премии Украины в области науки и техники (2013) — за учебник «Аптечна технологія ліків».
Заслуженный деятель науки и техники УССР (1990).
Изобретатель СССР.
Постановлением Комитета Верховной Рады Украины награжден медалью «За охрану здоровья нации» (2013).
Отмечен 5 золотыми и двумя серебряными медалями ВДНХ СССР и Украины.
Приказом МВД Украины награжден знаком отличия «За содействие органам внутренних дел» (2010).
Приказом Главнокомандующего Вооруженными силами Украины награжден почетным Знаком «За заслуги перед Вооруженными Силами Украины» (2013).
Отмечен почетными знаками МОН Украины, горадминистраций Киева и Харькова, серебряным знаком почёта Апимондии.
В 2018 г. награждён орденом УПЦ МП святого благоверного князя Киевского Ярослава Мудрого.
Лауреат рейтинга «Харьковчанин года — 2007». Победитель Всеукраинского конкурса-выставки «Кращий вітчизняний товар 2010 року».
Другие отличия.

## Монографии
- Тихонов А. И., Сало Д. П. Лечебные свойства прополиса. — Киев: Здоров’я, 1977. — 72 с.
- Теория и практика производства лекарственных препаратов прополиса / А. И. Тихонов и др. Под редакцией А. И. Тихонова. — Х.: Основа , 1998. — 384 с.
- Teoria I praktyka wytwarzania leczniczych preparatow propolisowych / Pod redakcja akademika A.I. Tichonowa Redaktor wydania polskiego prof. dr hab. Bogdan Kedzia / Tichonov A.I., Jarnych T.G., Czernych W.P., Zupaniec I.A., Tichonowa S.A. — Drukaznia «Marka». — Krakow. — 2005. — 274 s.
- Пыльца цветочная (обножка пчелиная) в фармации и медицине / А. И. Тихонов, К. Содзавичный, С. А. Тихонова, Т. Г. Ярных; / Под ред. акад. А. И. Тихонова. — Х.: Изд-во НФаУ; 2006. — 308 с.
- Pylek kwiatowy obnoze pszczele w farmacji i medycynie. Teoria, technologia, zastosowanie lecznicze / Pod red. A.I. Tichonowa. Tichonow A.I., Sodzawiczny K., Tichonowa S.A., Jarnych T.G., Bondarczuk L.I., Kotenko A.M. — Krakow: Apipol-Pharma, 2008. — 274 s.
- Мед натуральный в медицине и фармации (происхождение, свойства, применение, лекарственные препараты) : монография / А. И. Тихонов и др. ; под ред. А. И. Тихонова. — Х. : Оригинал, 2010. — 263 с.
- Яд пчелиный в фармации и медицине (теория, технология, медицинское применение): Монография / А. И. Тихонов и др. Под ред. А. И. Тихонова. — Х.: Оригинал, 2010. — 280 с.
- Jad Pszczeli w farmacji i medycynie (Teoria, technologia, zastosowanie lecznicze) / Pod redakcja Akademika Ukrainskiej Akademii Nauk A.I. Tichonowa. Redakcja wydania polskiego: Krystian Sodzawiczny, Bogdan Kedzia. — Apipol-Farma. — Myslenice, 2011. — 240 s.

## Учебники
- Аптечна технологія ліків. — Х., 1995.
- Технология лекарств. — Х., 2002, 2006.
- Основы гомеопатической фармации. — Х., 2002.
- Биофармация. — Х., 2003.
- Аптечна технологія ліків. — Вінниця, 2004.